# Fekete-fehér vari
A fekete-fehér vari (Varecia variegata) az emlősök osztályába továbbá a főemlősök rendjébe és a makifélék családjába tartozó faj.

## Elterjedése
Madagaszkár területén honos. A Természetvédelmi Világszövetség becslései szerint populációja az utóbbi 27 évben 80%-ot csökkent. Feltehetően az orvvadászat és az élőhely irtása miatt.

## Alfajai
- V. v. subcincta
- V. v. variegata
- V. v. editorum

## Állatkertekben
A varik javarészt nappali életmódjuk és tetszetős külsejük miatt mindig is kedvelt állatkerti állatnak számítottak, ma is sokfelé előfordulnak állatkertekben.
Magyarországon a Budapesti Állatkertben, a Nyíregyházi Állatpark és a Debreceni Állatkertben tartanak fekete-fehér varikat.

## Képek
- ARKive - variegata/images and movies of the ruffed lemur (Varecia variegata)[halott link]